# Jericó, Mexiko
Jericó är en ort i Mexiko.   Den ligger i kommunen El Porvenir och delstaten Chiapas, i den sydöstra delen av landet, 900 km sydost om huvudstaden Mexico City. Jericó ligger 1 316 meter över havet och antalet invånare är 114.
Terrängen runt Jericó är bergig åt nordväst, men åt sydost är den kuperad. Jericó ligger nere i en dal. Runt Jericó är det ganska tätbefolkat, med 179 invånare per kvadratkilometer. Närmaste större samhälle är Motozintla de Mendoza, 4,7 km sydväst om Jericó. I omgivningarna runt Jericó växer huvudsakligen savannskog.